# シュークラト・ミタリポフ
シュークラト・ミタリポフ（英語: Shoukhrat Mitalipov、ロシア語: Шухрат Миталипов、ウイグル語: Шөһрәт Мутәллип）は、アメリカ合衆国の生命科学者。

## 経歴
1963年にカザフスタン（当時はソビエト連邦）のアルマトイでウイグル人の家庭に生まれる。1979年にソビエト連邦軍に無線技術者として入隊し、その後はロシア国立農業大学モスクワ・ティミリャーゼフ農業アカデミーで遺伝学を学び、モスクワで幹細胞生物学の修士号・博士号を取得した。
ソビエト連邦の崩壊後は幹細胞研究の資金不足に困り、1995年に渡米して奨学金でユタ州立大学に入り、1998年にオレゴン健康科学大学教授になり、ミタリポフは父母とドナーの3人のDNAを受け継ぐ世界初の細胞核移植に成功した張進で有名となったミトコンドリア置換法の紡錘体置換法を確立してアカゲザルに実施した。
2017年8月2日、ミタリポフらとソーク研究所、韓国の基礎科学研究院とソウル大学校、中国のBGIグループの国際研究チームは米国初のヒト受精卵のゲノム編集を行ったとする論文をネイチャーに掲載した。

## 事件
2013年、日本人の立花真仁（たちばな まさひと、東北大学助教、研究留学中）を第一著者とするヒトクローン幹細胞作成の論文をセルに掲載し、大きな脚光を浴びた。いくつかのメディアはその年末、2013年の10大発見の1つにあげた。しかし、論文出版後すぐ、データ捏造・ 改竄疑念がパブピア（PubPeer）で議論された。結局、ねつ造・改竄ではなく「間違い」で決着した。
2019年4月、ウイグル知識人フォーラムは中国企業と共同研究を行っているミタリポフが中国政府の新疆ウイグル自治区でのウイグル人への人権侵害に関与している可能性への懸念を表明した。